# Oriflame
Az Oriflame Cosmetics S.A. egy svéd alapítású luxemburgi székhelyű, kozmetikai termékeket gyártó és forgalmazó cég.

## Története
Az Oriflame Cosmetics, kozmetikai vállalatot 1967-ben alapította egy svéd testvérpár Jonas és Robert af Jochnick.
A cég kozmetikai termékeket forgalmaz 62 országban, közvetlen értékesítésben, MLM (multilevel marketing) módszerrel felépített szépségtanácsadói hálózatán keresztül.
2004. március 24-től a vállalat részvényeit a Stockholmi Tőzsdén jegyzik.

## A vállalat
Az Oriflame International nemzetközi adatai:
- Éves forgalma: megközelítőleg 1,3 milliárd euró
- Szépségtanácsadóinak száma: 3,3 millió fő
- Alkalmazottainak száma: 7500 fő
- Forgalmazott termékek száma: 950
- Jelenlét: Több mint 60 országban (13 helyen franchise-rendszerben)
- Katalógusai 35 nyelven jelennek meg és számuk eléri a 94 milliót.

Az Oriflame karitatív tevékenysége:
- támogatja a Világ Gyermekei Alapítványt (World Childhood Foundation),
- és a Livslust alapítványt.[6]

## Az Oriflame Magyarországon
Az Oriflame Hungary Kft. 1991 májusában jelent meg a magyar piacon. 2008-ban az Oriflame Cosmetics Magyarországot választotta ki regionális forgalmazó központja helyszínéül .

## Fordítás
- Ez a szócikk részben vagy egészben  az   Oriflame című angol Wikipédia-szócikk fordításán alapul.  Az eredeti cikk szerkesztőit annak laptörténete sorolja fel. Ez a jelzés csupán a megfogalmazás eredetét és a szerzői jogokat jelzi, nem szolgál a cikkben szereplő információk forrásmegjelöléseként.

## Külső hivatkozások
- https://hu.oriflame.com  / Oriflame magyar honlapja.
- Oriflame.lap.hu – linkgyűjtemény